# Jim Caviezel
James Patrick "Jim" Caviezel (n. 26 septembrie 1968, Mount Vernon⁠(d), Washington, SUA) este un actor american de film și televiziune.
Este cel mai cunoscut pentru portretizarea lui Iisus Hristos în filmul din 2004 regizat de Mel Gibson Patimile lui Hristos. 
Alte roluri notabile ale sale sunt: Bobby Jones în Bobby Jones: O sclipire de geniu, detectivul John Sullivan în Frecvența vieții, Edmond Dantès în Contele de Monte Cristo, Catch Lambert în Ochi de înger, Carroll Oerstadt în Déjà Vu, soldatul Witt în La hotarul dintre viață și moarte sau Willard Hobbes în Testul suprem. Din septembrie 2011, joacă rolul John Reese în drama CBS Person of Interest.

## Filmografie (selecție)
- Frecvența vieții (2000)
- Memorie finală (2004)
- Patimile lui Hristos (2004)

## A se vedea și
- Listă de actori care l-au portretizat pe Iisus